# The Kid (album)
The Kid è un album discografico di Leroy Vinnegar, pubblicato dall'etichetta discografica PBR International nel 1974.

## Tracce

### LP
Tutti i brani sono stati composti da Leroy Vinnegar, eccetto dove indicato.
Lato A
1. The Kid – 3:25
2. Kaftan – 7:29
3. My Mom – 7:19
4. Doin' That Thing – 5:29

Lato B
1. Damn My Feet Hurt – 6:16
2. Iah que linda (Oh So Pretty) – 4:03
3. Reservation – 7:45 (Don Nelson)
4. Chitlin' Moe – 5:06

## Musicisti
- Leroy Vinnegar - contrabbasso
- Dwight Dickerson - piano elettrico rhodes, sintetizzatore
- Barry Zweig - chitarra, banjo
- Carl Burnette - batteria
- Al Williams - percussioni, congas

Note aggiuntive
- Patrick Boyle - produttore
- Registrazioni effettuate al Spectrum Studios di Santa Monica, California (Stati Uniti)
- Arnie Frager - ingegnere delle registrazioni
- Remixaggio effettuato al LRS Studios di Burbank, California
- Richard Masci - ingegnere remixaggio
- Nancy Buchanan & Ransom Rideoug - cover art e foto copertina album originale[1]